# Дуалистична монархия
Дуалистична монархия е форма на държавно управление, когато две отделни държави се управляват от едни и същи монарх, следвайки една и съща външна политика, имат митнически съюз помежду си и обща армия, но иначе се самоуправляват. Терминът обикновено се използва да посочи Австро-Унгария, дуалистична монархия, която съществувала от 1867 до 1918 г.
През 70-те години на XIX век, използвайки Австро-Унгария като модел, принцът на Уелс (по-късно крал Едуард VII) и Уилям Гладстон предлагат Ирландия и Великобритания да образуват дуалистична монархия. Техните усилия са неуспешни, но идеята по-късно е използвана през 1904 г. от Артър Грифит в труда му Възкресението на Унгария. Грифит отбелязва как през 1867 г. Унгария от част на Австрийската империя израства като отделна държава в Австро-Унгария. Грифит препоръчва такъв подход за англо-ирландските отношения. Идеята не е приета от други ирландски политически лидери, и Ирландия, в крайна сметка напуска съюза на Великобритания и Ирландия, за да сформира нова, отделна държава, Ирландската свободна държава през 1922 г.